# Institut d'Égypte
L’Institut d’Égypte (arabe : المجمع العلمي المصري ) est une académie savante formée par Napoléon Bonaparte lors de la Campagne d'Égypte. Il est actuellement dirigé par le Pr. Mahmoud al-Shernoby.

## L'Institut originel (1798-1801)

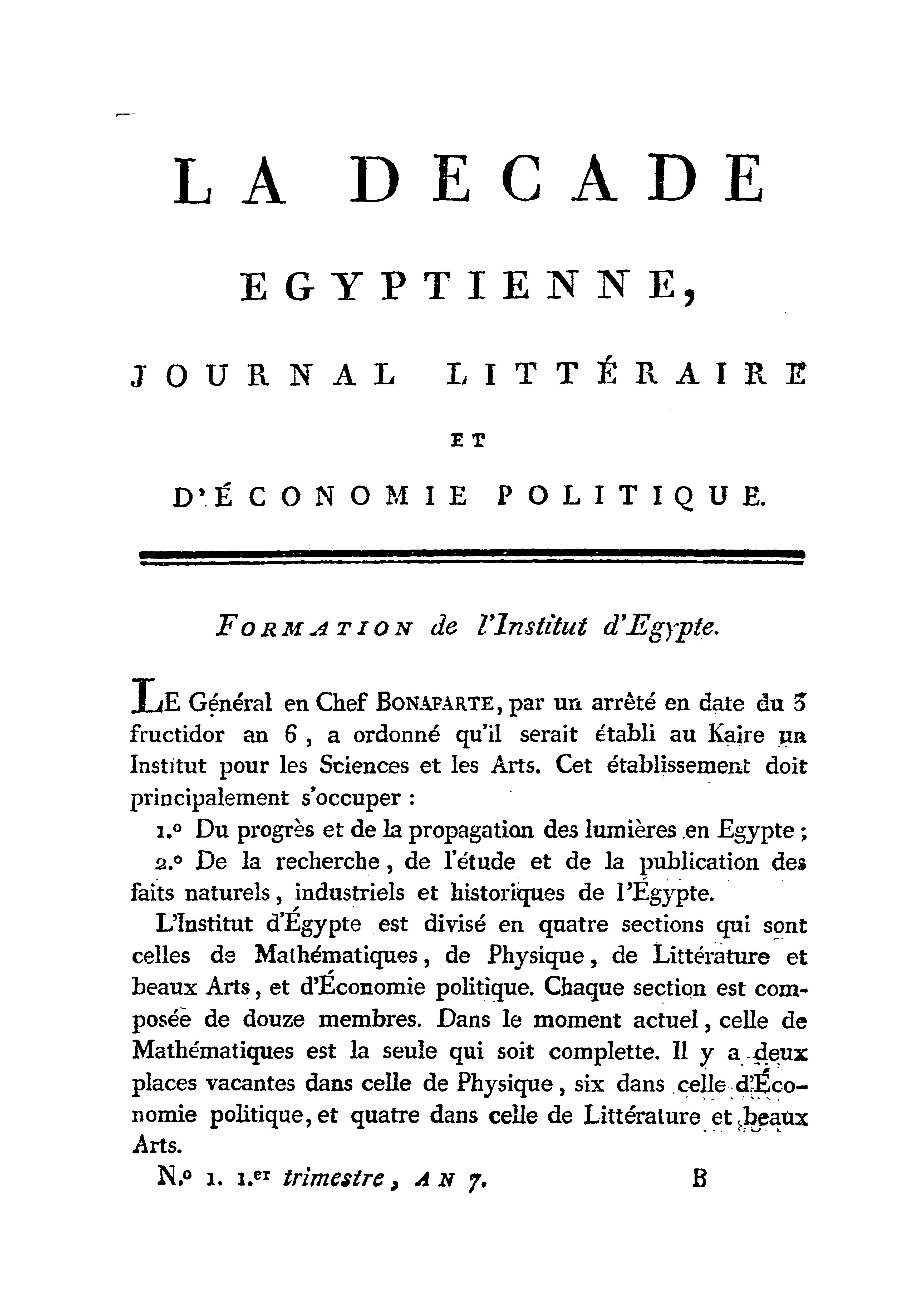
La création de l'Institut

L’Institut d’Égypte est fondé le 22 août 1798 par Napoléon Bonaparte à l'image de l'Institut de France et doit, en premier lieu, s’occuper du « progrès et de la propagation des Lumières en Égypte ». 
Son siège est le palais d'Hassan-Kashif dans les environs du Caire. 
Le travail de l'Institut est organisé en sections qui regroupent à peu près tous les sujets d'intérêt et d'étude de la Commission des sciences et des arts : les mathématiques, la physique, l'économie politique, la littérature et les arts.
Le 23 août 1798, elle tient sa première séance sous la présidence de Gaspard Monge, Bonaparte étant le vice-président, Joseph Fourier le secrétaire et Costaz le secrétaire adjoint. Elle tiendra sa soixante-deuxième et dernière séance le 22 mars 1801. Outre le formidable travail de redécouverte de l'Égypte dont la Description de l'Égypte constitue la somme, l'Institut s'attache à soutenir l'armée française dans une logique précoloniale visant à développer techniquement le pays.

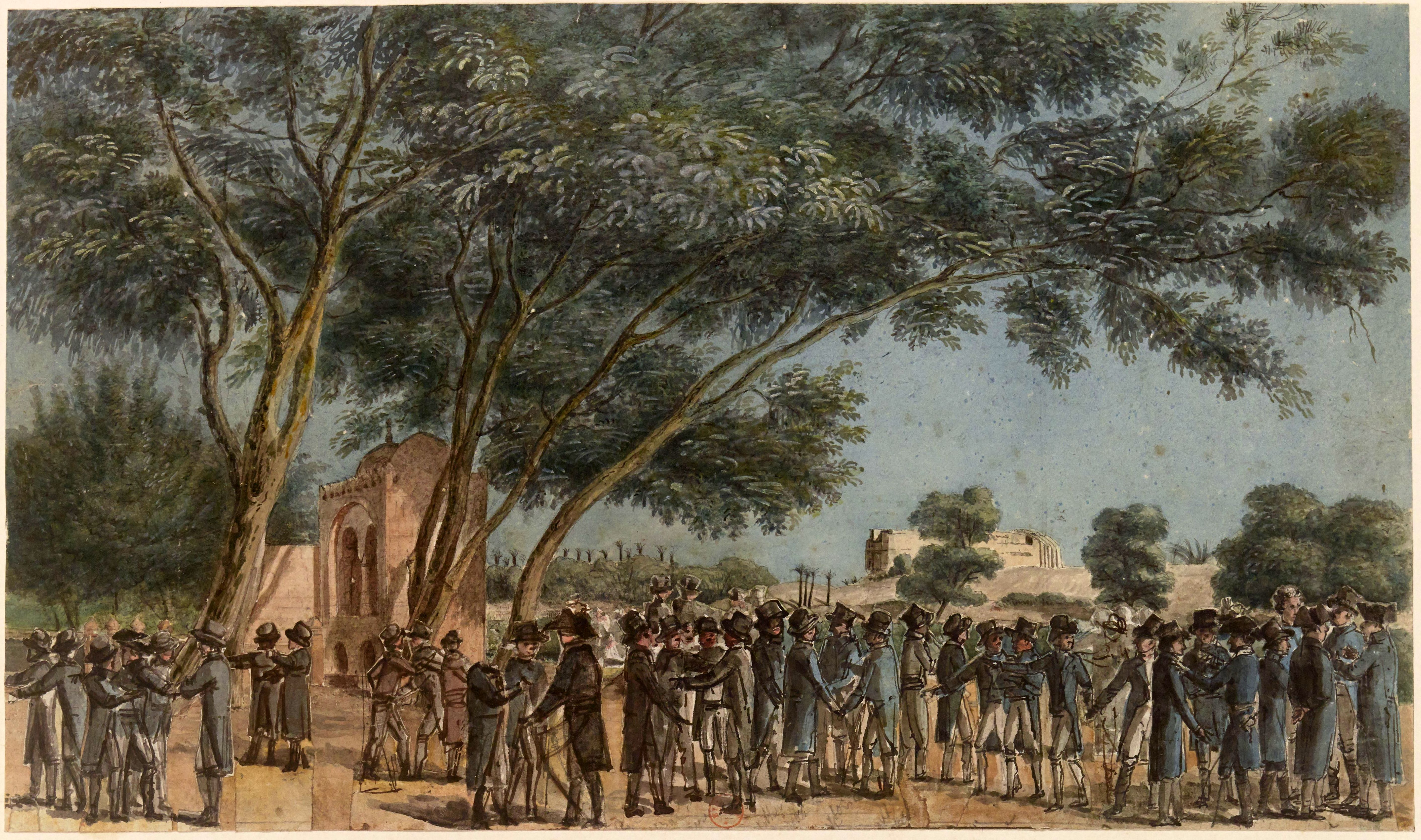
Les jardins de l'Institut

L’activité de l’Institut est conservée par les publications parues sur place, car Bonaparte a pris soin d’emporter deux imprimeries : celle de Marc Aurel et l’Imprimerie orientale et française. Cette imprimerie bénéficie du jeu de plombs orientaux (grecs et arabes) saisis à Rome par Monge auprès de la congrégation pontificale de la Propagande. Ils vont permettre de publier des ouvrages bilingues, comme des bulletins de propagande ou des exercices pour l’apprentissage de l’arabe.
Entre les 29 août 1798 et 20 juin 1801 l'Institut publiait :
- un journal de propagande napoléonienne, le Courrier de l'Égypte[2], diffusant des nouvelles choisies, destinées aux corps expéditionnaires ;

- du 1er octobre 1798 au 31 mars 1800, La Décade égyptienne[3], revue savante consacrée aux mémoires et rapports des membres de l’Institut.

- Mémoires sur l'Égypte, publiés pendant les campagnes du Général Bonaparte dans les années 1798 et 1799. Ces mémoires sont publiés en quatre tomes entre 1799 et 1801[4] et une traduction en anglais du premier tome en 1800[5],  en plein blocus des troupes de Bonaparte par la flotte de Nelson...

L’Institut est aussi amené à aborder des sujets très concrets, comme l'amélioration de la cuisson du pain, la construction des moulins et le système judiciaire et éducatif de l'Égypte.
L'Institut est le symbole du travail des savants en Égypte, mais il n'en est pas la seule expression. 
L'hiver 1798-1799 se passe en explorations diverses, en Basse Égypte et autour du Caire, mais aussi en réalisations pratiques : création d'une imprimerie, qui fonctionnera avec les caractères arabes pris au Vatican lors de la campagne d'Italie, création d'un hôpital, mise en place d'ateliers de mécanique, le tout nécessaire au bon fonctionnement de l'armée française et de la commission.

Le palais de Hasan Kâchef
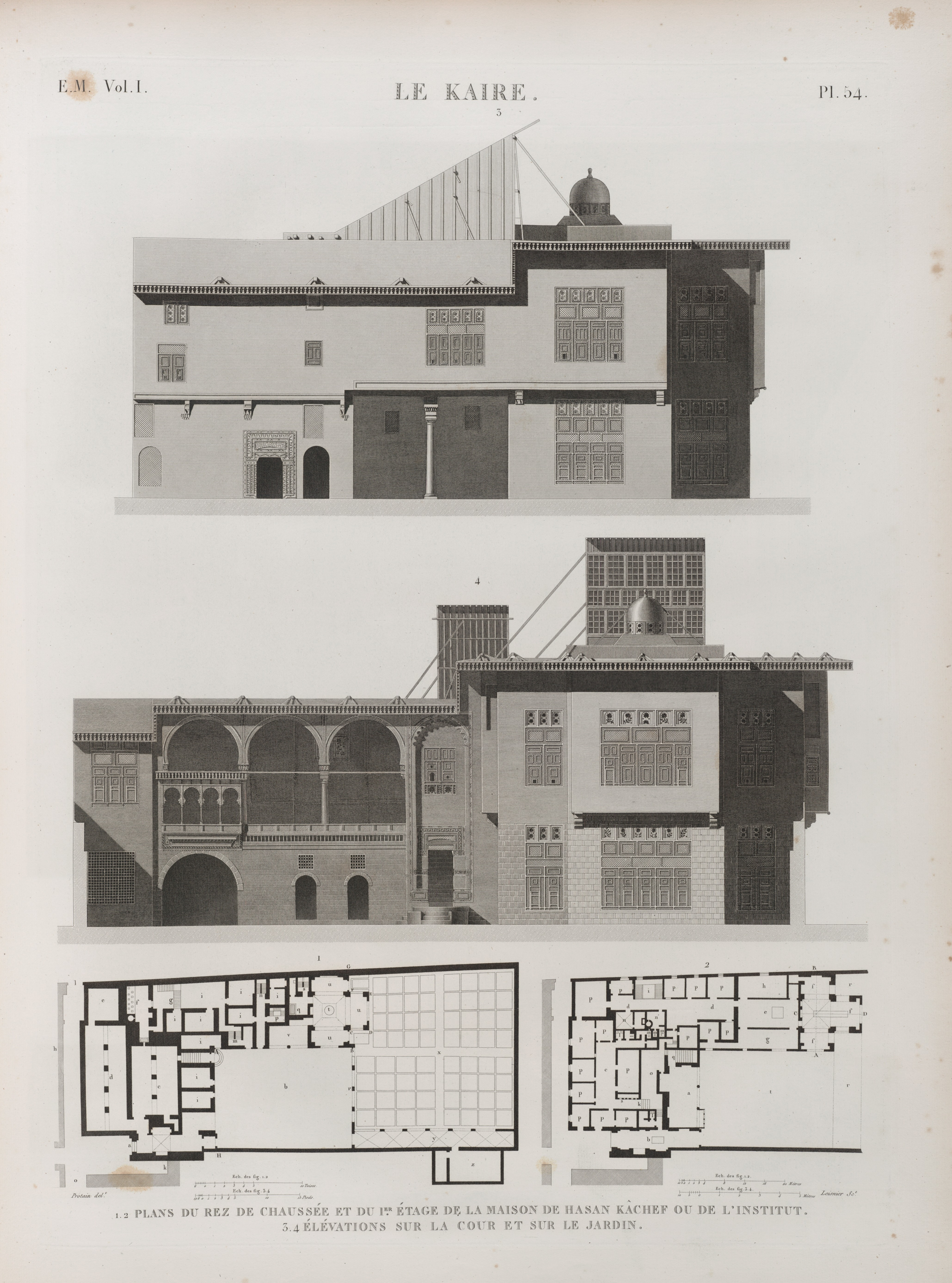
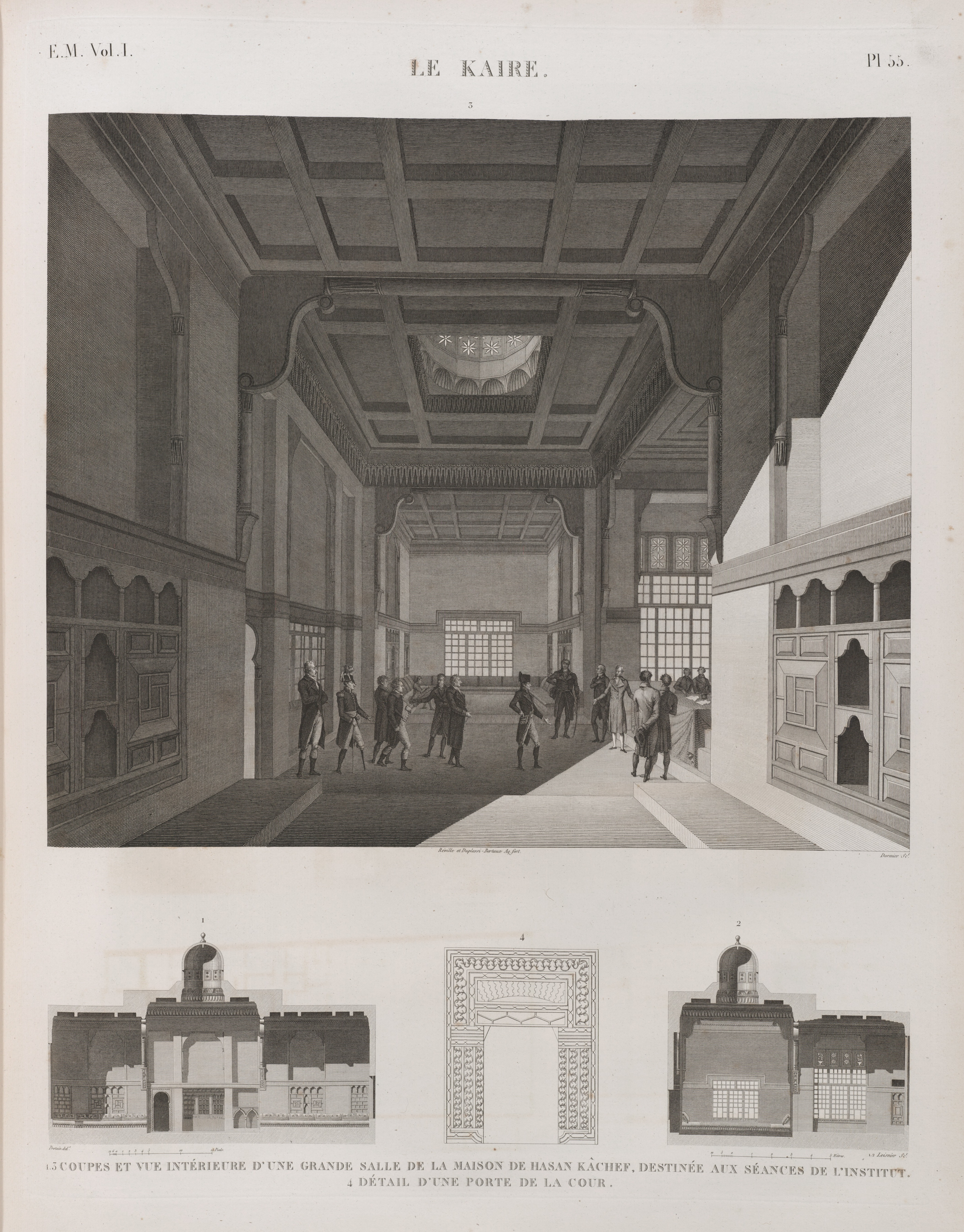
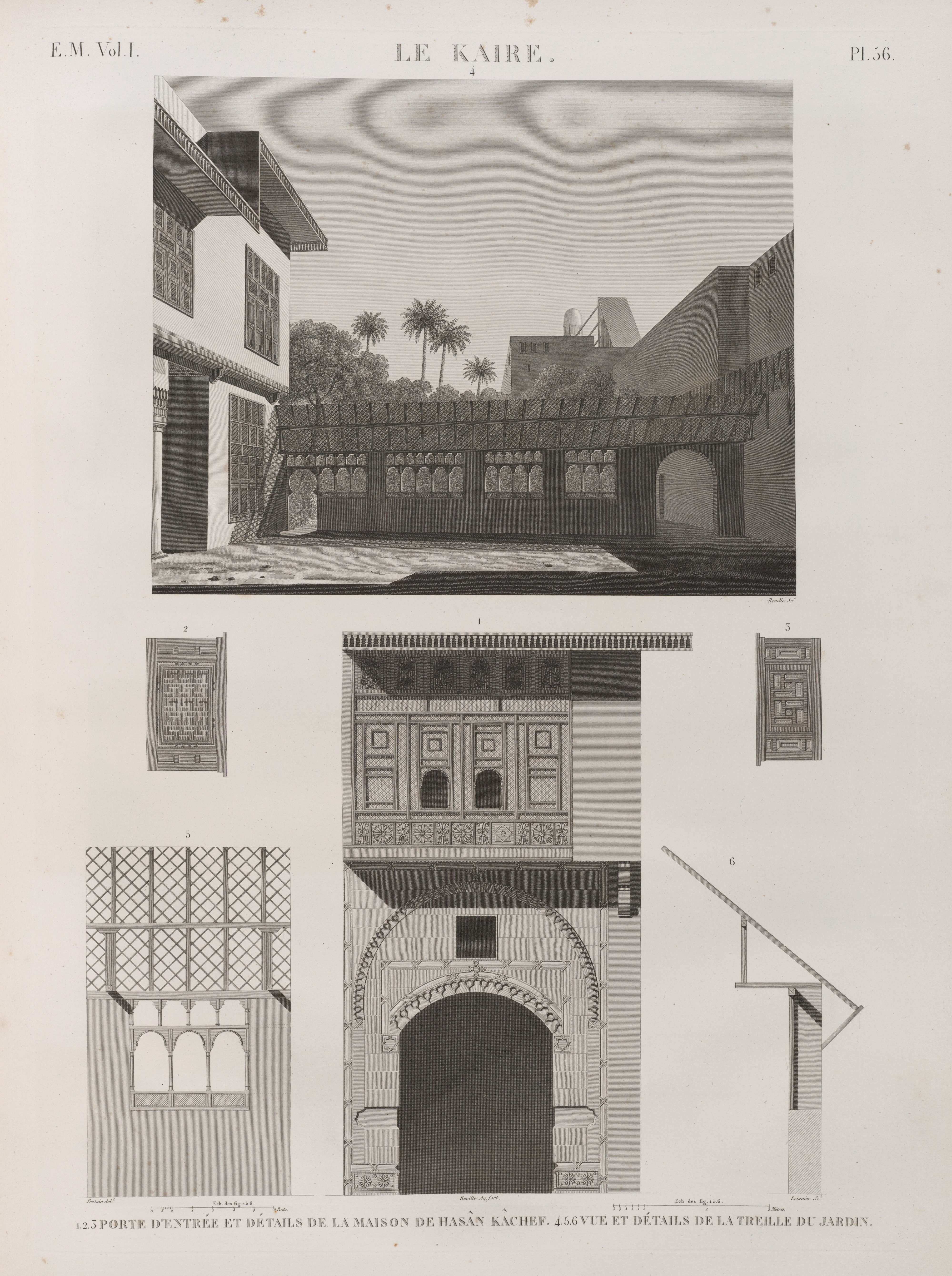
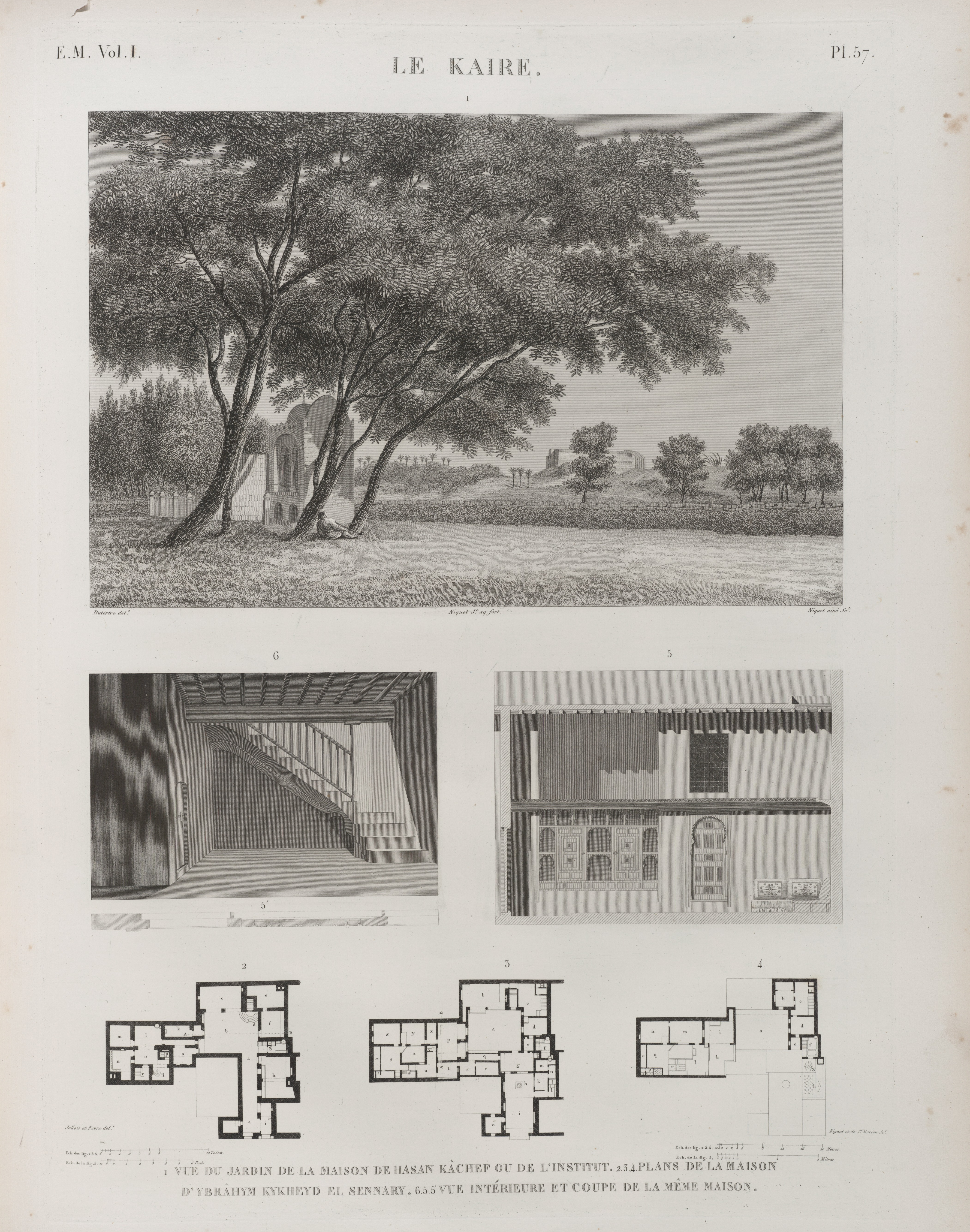

## Liste des membres
- Les membres en section de mathématiques :

1. Bonaparte
2. Louis Costaz,
3. Joseph Fourier,
4. Étienne Louis Malus,
5. Gaspard Monge,
6. Antoine François Andréossy,
7. Michel Ange Lancret,
8. Nicolas-Antoine Nouet,
9. François Marie Quenot,
10. Jacques-Marie Le Père,
11. Charles Dugua.

- Les membres en section de physique et histoire naturelle :

1. Claude-Louis Berthollet,
2. René-Nicolas Dufriche Desgenettes[réf. nécessaire],
3. Déodat Gratet de Dolomieu[réf. nécessaire],
4. Étienne Geoffroy Saint-Hilaire,
5. Adrien Raffeneau-Delile,
6. Jules-César Savigny,
7. Hippolyte-Victor Collet-Descotils,
8. Antoine Dubois,
9. Pierre Joseph de Beauchamp,
10. Denis Samuel Bernard,
11. Jacques Champy.

- Les membres en section d'économie politique :

1. général Caffarelli,
2. Jean-Lambert Tallien,
3. Louis Alexandre de Corancez.
4. Pierre Jacotin
5. Joseph Sulkowski

- Les membres en section littérature et arts :

1. Dominique Vivant Denon,
2. Jean-Baptiste Lepère,
3. Henri-Joseph Redouté,
4. Charles Norry,
5. Jean Constantin Protain,
6. Louis Ripault,
7. André Dutertre,
8. Jean Michel de Venture de Paradis,
9. Michel Rigo.

## Renaissance et activités
L'activité de l'Institut d'Égypte reprend en 1836 sous le nom de « Société égyptienne », grâce au travail de savants français, anglais et allemands. Son siège est transféré à Alexandrie en 1859 et son nom de nouveau changé en Institut Égyptien. Le nouvel institut fonctionne sous les auspices du vice-roi d'Égypte Saïd Pacha : plusieurs de ses membres très renommés, tels le botaniste allemand Georg August Schweinfurth et les égyptologues Auguste Mariette et Gaston Maspero. Plus tard en feront partie Ahmed Kamāl, le premier égyptologue égyptien, et le philologue Ahmad Zaki Pasha.
L'Institut revient au Caire en 1880, reprend son ancien nom par décret royal en 1918 et est directement placé sous la protection du palais royal.

## L’incendie du 17 décembre 2011

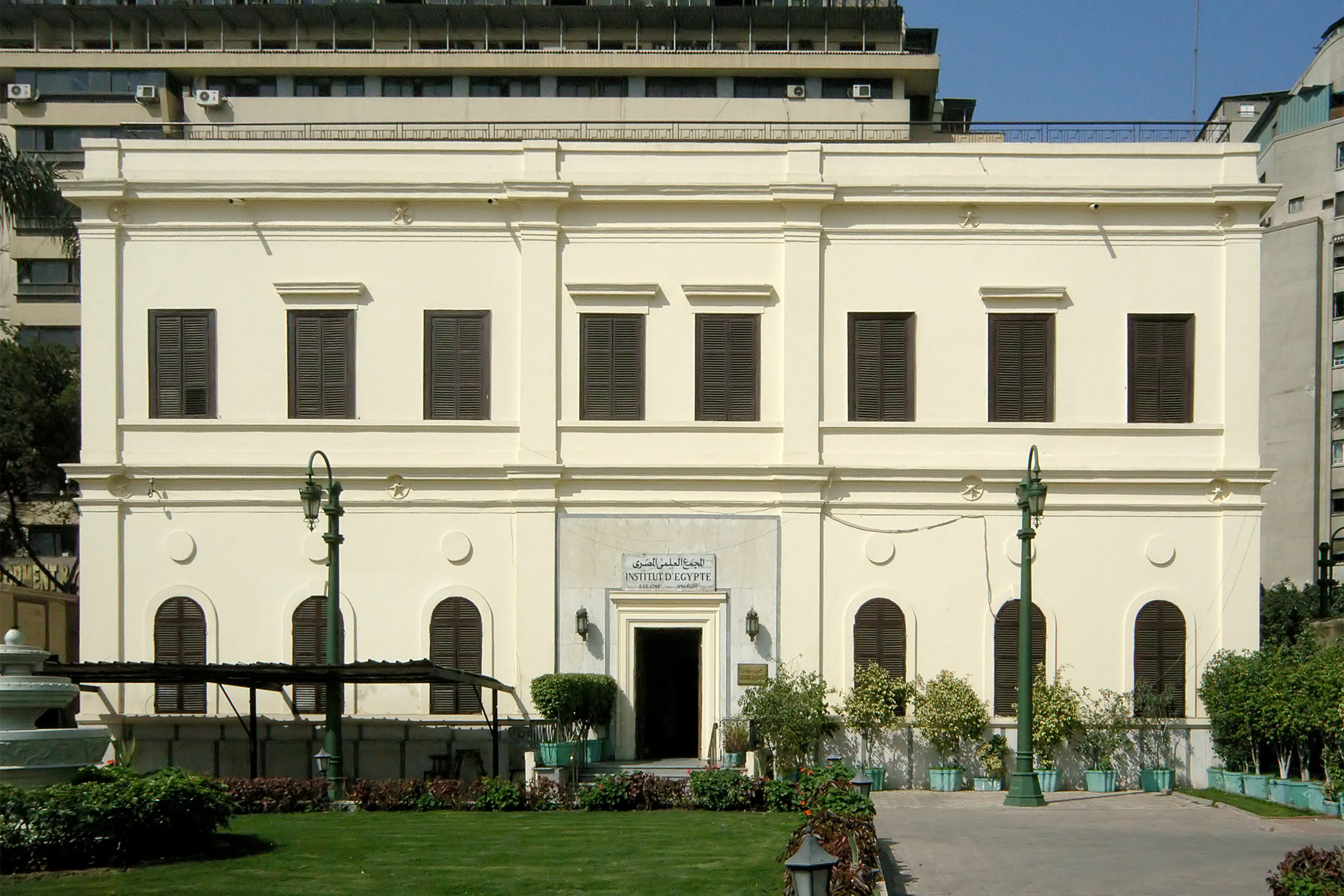
L'institut en 2007.
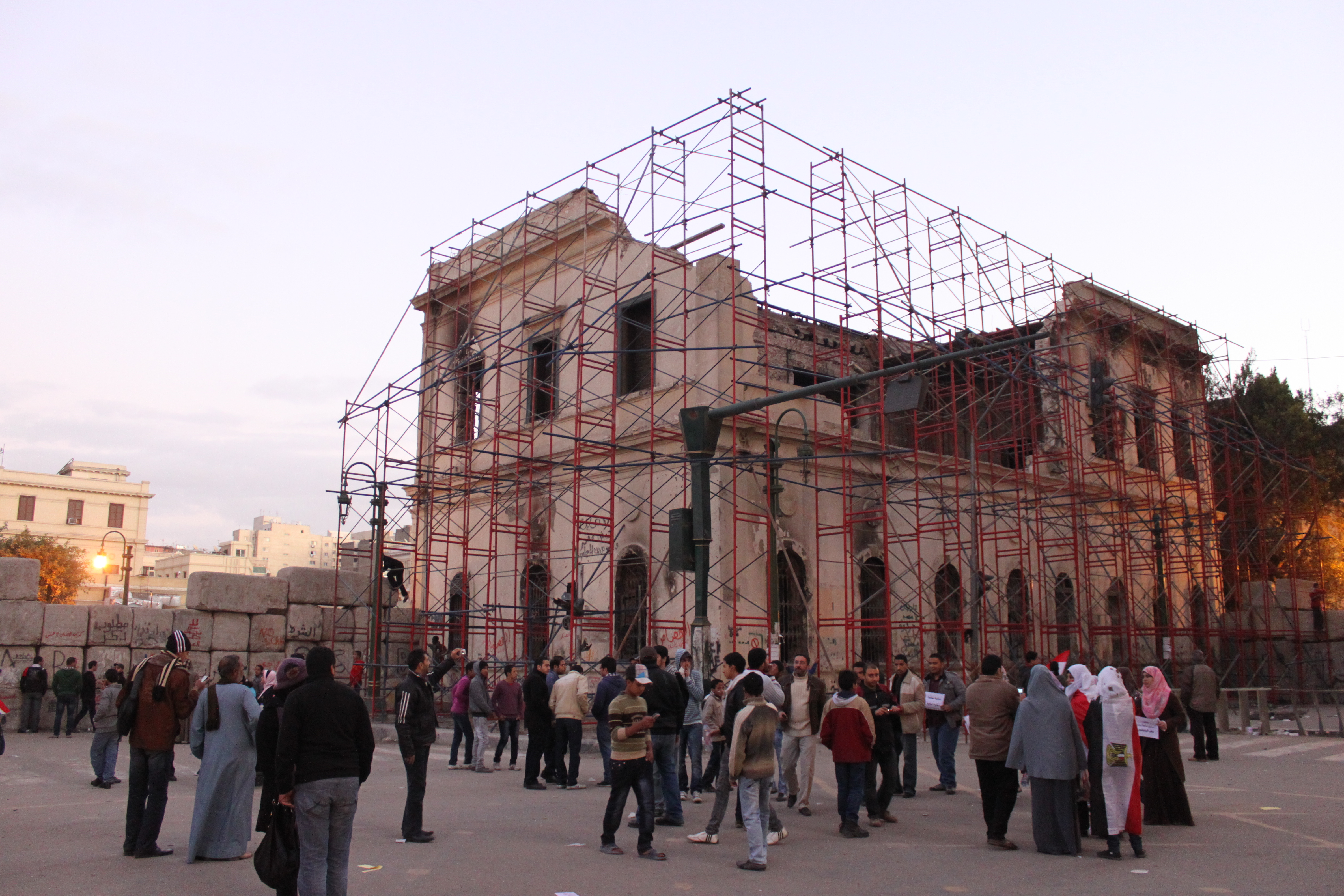
L'institut après l'incendie de 2011.

Le bâtiment de l'Institut d'Égypte, datant du début du XXe siècle et situé à proximité de la place Tahrir, est incendié par un cocktail Molotov le 17 décembre 2011, lors d'affrontements entre manifestants et forces de l'ordre, mais cette version est contestée. Les murs extérieurs de l'Institut sont encore debout, mais la toiture et les planchers se sont effondrés et l'intérieur est entièrement brûlé.
Dans ce bâtiment étaient conservés 200 000 ouvrages, certains rarissimes, concernant l'histoire et la géographie de l'Égypte. Les archives de l'Institut et ces ouvrages historiques ont été détruits, dont huit volumes de la Description de l'Égypte qui faisaient partie de l’édition originale tirée à mille exemplaires. L’Institut d'Égypte conservait également des documents administratifs datant de la présence française, des affiches, divers ouvrages savants et des récits de voyages hollandais et anglais.
Depuis 2011, grâce à la Fondation du patrimoine écrit, l'Institut s'emploie à restaurer ou reconstituer une partie des manuscrits détruits (25 000 sur 200 000). Le bâtiment est en restauration.

## Sources
- Article de Francine Masson, directrice de la bibliothèque de l'École des mines, revue ABC Mines (décembre 1997).
- Jean et Nicole Dhombres, Naissance d'un nouveau pouvoir : science et savants en France, 1793-1824, Payot, 1989.